# Эмерсон, Жаклин
Жаклин Боннелл Марто Эмерсон  (англ. Jacqueline Bonnell Marteau Emerson, род. 21 августа 1994, Вашингтон, США) — американская актриса и певица, наиболее известная ролью Лисы в фильме «Голодные игры».

## Биография
Жаклин Эмерсон родилась в Вашингтоне, США. У Жаклин есть младшие сёстры-близняшки по имени Хейли и Тейлор. После рождения её сестер, её семья переехала в Лос-Анджелес и живёт там с тех пор.

## Карьера
С раннего возраста Жаклин проявляла интерес к актёрскому мастерству и пению. Жаклин участвовала в записи альбома Диснеевской группы «Devo 2.0», она посвящает все своё свободное время пению и написанию новых песен. Она записала компакт-диск, чтобы собрать деньги для Saint Bernard Project, организации которая помогает пострадавшим от урагана «Катрина». Жаклин также выпустила два музыкальных клипа на песни «Catch Me If You Can» и «Peter Pan».
В 2011 году она была утверждена на роль Лисы в фильме «Голодные игры», мировая премьера которого состоялась 12 марта 2012.
В августе 2013 года, её отец, Джон Б. Эмерсон, был назначен послом США в Германии. С тех пор она жила со своей семьей в Берлине.

## Фильмография
| Год  | Русское название | Оригинальное название | Роль               |
| ---- | ---------------- | --------------------- | ------------------ |
| 2006 | Отец прайда      | Father of the Pride   | Tiger Twins(голос) |
| 2012 | Голодные игры    | The Hunger Games      | Лиса               |
| 2014 | Сын юга          | Son of the South      |                    |